# قلمرو سونپو
قلمرو سونپو (انگلیسی: Sunpu Domain) یک قلمرو فئودالی یا هان (ژاپن) تحت حکومت شوگون‌سالاری توکوگاوا در دوره ادو ژاپن بود. قلمرو که در قلعه سونپو متمرکز شده‌است همان چیزی است که اکنون آئویی-کو، شیزوئوکا نامیده می‌شود. از سال ۱۸۶۹ به‌طور خلاصه قلمرو شیزوئوکا (静岡藩) نامیده شد.